# 卢少平
卢少平（1961年10月—）广东揭阳人，中国人民解放军少将。

## 生平
1978年12月入伍，曾历任班长、区队长、指导员、教导员、团政治处主任、团政委，师政治部主任、师副政委、广州军区政治部宣传部代副部长、西藏日喀则和林芝军分区代副政委、师政委，第42集团军政治部主任。2012年12月任第42集团军副政委，2015年4月调任第16集团军政委。2017年，出任新组建的中国人民解放军陆军第八十三集团军政治委员。2018年12月，任东部战区政治工作部副主任丶中共十九大代表 。先后参加汕头抗台风救灾、98长江抗洪、中印边境武装巡逻、南方抗击雨雪冰冻灾害、支援第十六届亚运会等重大非战争军事行动，获评全军优秀政治教员、全军优秀基层干部、全军优秀指挥军官。
2012年12月晋升中国人民解放军少将军衔。